# ハロー (ラジオ番組)
『ハロー』は、1976年からニッポン放送で放送されている地域情報番組である『ハロー千葉』（ハローちば）・『ハロー埼玉』（ハローさいたま）・『ハロー神奈川』（ハローかながわ）の総称である。

## 概要
ニッポン放送の番組聴取区域である、千葉県、埼玉県、神奈川県の地域イベントや、ニッポン放送や各支局の協賛イベントを紹介する番組構成である。基本的には、午後のワイド番組の内包番組扱いで放送しており、支局アナウンサーへの掛け合いから、放送当日紹介する情報を読み上げる構成で、番組で読み上げられる情報については千葉支局、埼玉支局、神奈川支局の契約アナウンサーが独自で取材した原稿を元にしている。
番組開始以後から2000年代後半までは、内包されているワイド番組の中で、東京都の広報番組である『都民ダイヤル』含めて各番組が約1時間間隔で編成され、ニッポン放送の聴取エリアとする1都3県が網羅されていた。しかし、2006年に『都民ダイヤル』が番組終了し、2008年に『ハロー埼玉』が番組休止扱いとなり、同局の東日本支局も2012年に閉鎖された。番組休止から8年後にナイターオフ番組である『地元いーとこショウアップ!』でコーナーとして復活して以降、番組終了状態である。

## 放送時間
2024年10月時点
平日午後に放送している各ワイド番組に内包される。

### 現在

#### ハロー千葉
- 平日：12:52頃 『ラジオビバリー昼ズ』内

#### ハロー神奈川
- 平日：13:53 『ザ・ラジオショー』ローカル枠内 - 2020年9月7日 -

『ハロー埼玉』休止時に移動。
『ザ・ラジオショー』の地方局ネット開始によりローカル差し替え枠として放送時間が固定された。

### 過去

#### ハロー埼玉
- 平日：13:48頃 - 『テリーとたい平のってけラジオ』内。

## 出演者
ニッポン放送各支局契約アナウンサー
2022年10月時点では各支局のマイクブースから中継で出演するが、2002年時点では各都道府県警の交通管制センター内に所在するスタジオから放送していた

### 千葉支局
- 加藤真理子（月曜）
- 平塚アミ（水曜）
- 織田亮子[6]（火、木、金曜）

### 横浜支局
- 久米千絵[7]（月、火曜） - 2010年4月 -
- 山崎 汐南（水 - 金曜）　- 2025年7月 -